# Emmy Leuze-Hirschfeld

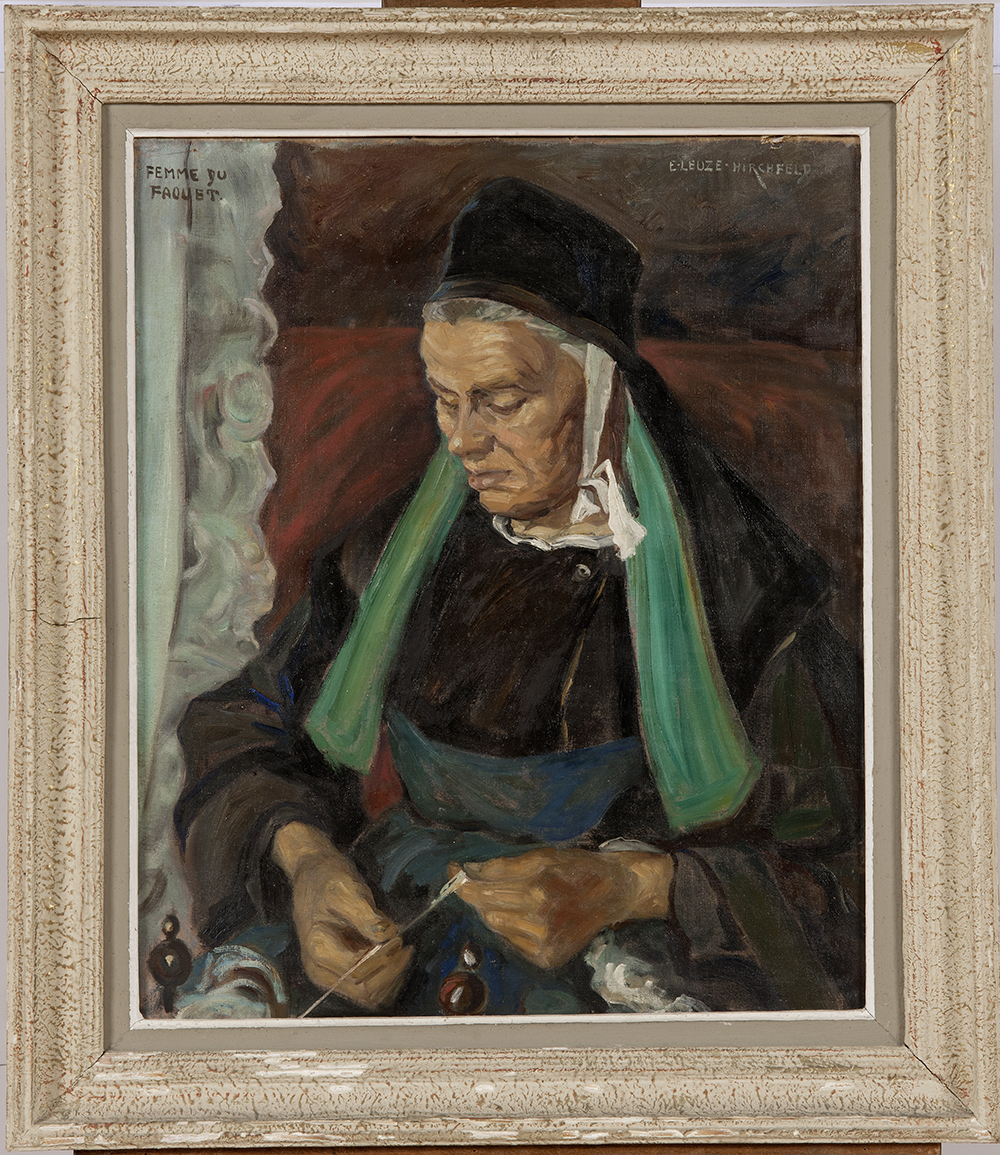
Femme du Faouët. Femme en costume du Faouët filant la laine,Emmy Leuze-Hirschfeld, datée entre 1900 et 1925

Emmy Leuze-Hirschfled, née Émilie Leuze le 4 décembre 1884 à Vienne (Autriche), connue aussi sous le nom Emmy Marie Wilhelmine, est une peintre morte en 1976. Elle est naturalisée française en 1921.

## Biographie
Emmy Leuze-Hirschfeld est élève à l'école des Arts et Métiers de Vienne.
En 1905, elle arrive à Concarneau et se marie en 1906 à Emil-Benediktoff Hirschfeld.
Elle fréquente les artistes de Concarneau, dont le peintre Sydney Lough Thompson, qui fait un portrait d'elle exposé au Musée du Faouët et Fernand Le Gout-Gérart, ami du couple.
Durant la Première Guerre Mondiale, elle est surveillée par les services de police, comme d'autres artistes étrangers, en raison de son origine autrichienne et du nom à consonance germanique de son mari,.
En 1919, elle obtient une mention honorable au Salon des artistes français à Paris. Elle expose également à l'Union artistique de Concarneau et de Quimper, à la galerie Saluden de Brest et à la galerie Mignon-Massart de Nantes.
Ses peintures représentent des femmes bretonnes, des paysans et paysannes, des paysages du pays Breton ou le port et le marché de Concarneau. À la suite de la mort de son mari en 1922, elle voyage en Espagne et en Afrique du Nord qui infusent ses œuvres,.

## Expositions
- Grand Palais, Paris, 1907. Exposition de l’œuvre Printemps[8].
- Seconde exposition internationale féminine, Turin, 1913, Exposition de La Fille-mère[9].
- Galerie Mignon-Massart, Nantes, 1926, Exposition d’œuvres sur la Bretagne, le Maroc et la Tunisie[10].
- Salon de 1931, Paris, avec Récolte des pommes de terre au pays Bigouden[11].
- Exposition de peintres bretons, Guérande, 1932, Exposition des œuvres Pardons de Sainte-Anne de la Palud et Pardons de Notre-Dame de la Joie[12].
- Salon des Beaux-Arts, Lorient, 1936, Expositions d’œuvres de paysans bretons du pays de Pont-l'Abbé et Récolte du Goëmon[13].
- Salon de 1969, Paris[14]
- Femmes Artistes en Bretagne, Musée du Faouët, 2013, Exposition de l’œuvre Bretonne Tricotant[3].